# ماریو (فرنچایز)
ماریو فرنچایز چندرسانه‌ای ژاپنی می‌باشد که توسط طراح بازی‌های ویدئویی ژاپنی، شیگرو میاموتو است که برای شرکت بازی‌های ویدئویی نینتندو که اقساط این فرنچایز را تولید و منتشر می‌کند، خلق شده‌است.